# Bonfim (Salvador)
O Bonfim é um bairro da cidade de Salvador no Brasil, famoso pela Igreja Basílica do Senhor do Bonfim e a Lavagem do Bonfim. Está situado na Península de Itapagipe, na Cidade Baixa, e faz limite com a Ribeira, Massaranduba, Monte Serrat, Boa Viagem, Roma e Vila Rui Barbosa. No bairro, também encontram-se o Convento Sagrada Família, também localizado na Colina Sagrada, o Hospital Sagrada Família, o Solar Marback, o Teatro São José (anexo ao Colégio São José), a Praça Divina e a Praça dos Dendezeiros (antigo Campo dos Dendezeiros).
A avenida Dendezeiros do Bonfim (onde está as instalações do SENAI, primeira unidade da organização na Bahia, inaugurada em 1949) e a rua da Imperatriz são importantes vias que cortam o bairro.